# 馬尼圖 (肯塔基州)
馬尼圖（英語：Manitou）是位於美國肯塔基州霍普金斯縣的一個人口普查指定地區。

## 人口
根據2020年美國人口普查的數據，馬尼圖的面積為1.72平方千米，當中陸地面積為1.71平方千米，而水域面積為0.01平方千米。當地共有人口173人，而人口密度為每平方千米100.58人。